# Công nương Alia Tabba
Công nương Alia Tabbaa là vợ cũ của Hoàng tử Feisal bin Al Hussein (kết hôn: ngày 09 tháng 08 năm 1987 - Ly hôn: tháng 04 năm 2008). Sinh ngày 15 tháng 09 năm 1964, ở Amman, Jordan. 
Bà là con gái của Sayyid Tawfik al-Tabbaa và Lamia Azzem. Cha cô là một doanh nhân Jordan nổi tiếng và được tôn trọng, là người sáng lập và chủ tịch của Hãng hàng không Jordan. 
Họ có bốn người con với nhau:
- Công chúa Ayah bint Al Faisal (sinh: 11 tháng 02 năm 1990)
- Hoàng tử Omar bin Al Faisal (sinh: ngày 22 tháng 10 năm 1993)
- Công chúa Sara bint Al Faisal (sinh: 27 tháng 03 năm 1997)
- Công chúa Aisha bint Al Faisal (sinh: 27 tháng 03 năm 1997)

Cô học tại trường Ahliyyah dành cho nữ, tại Amman. Cô theo học ngành quan hệ quốc tế tại Đại học Sussex.